# おぢいさんのランプ

『おぢいさんのランプ』壁画（安城市）

『おぢいさんのランプ』は新美南吉作の児童文学。新美の生前に刊行された唯一の童話集「おぢいさんのランプ」（1942年）に収載された。
老人が孫に自身の人生と灯油ランプにまつわる物語を語って聞かせる構成で、最初と最後の部分は刊行当時の1940年代、中間部は日露戦争下の出来事が語られる。

## あらすじ
東一少年が友達とかくれんぼをしているときに、土蔵の中でランプを見つける。その形を面白がった彼は蔵からランプを持ち出し、友達と見入っていたところ、おじいさんから「子供は何でも持ち出しおる！電信柱でも何でも、遊ぶものはいくらでもあるだろう！」と叱られてしまう。やがて日が暮れた。東一が家の中で、昼間見つけたランプをこっそりといじっていたところ、おじいさんがやってきて自身の一代記を語りはじめる。
50年ほど前、時は明治の終わり頃。岩滑新田（やなべしんでん。現・半田市）の村に巳之助という少年がいた。彼は両親も親戚もいない、全くの孤児だった。そんな彼は子守でも米搗きでも何でも村の雑用をこなし、何とか村に置いてもらっていた。ある日、人力車牽きの手伝いを頼まれて、生まれて初めて村を出て大野（現・常滑市）の町に行った巳之助は、そこで初めてランプという物を知る。その明るさに感動した彼は、自分の村も明るくしたいと考え、何とかランプを手に入れて自分の村に持ち込む。そこから徐々に手を広げ、ランプ売りとして生計を立てるようになった。　
ある日、売り文句で「畳の上に新聞をおいて読める」と言いながら、自分が文盲であることを恥じた巳之助は、区長さんの納屋を借りて住んでいた縁から区長さんに字を教えてもらい、書物を読むことを覚える。
ランプ屋として成功した彼は家を建て、妻を娶る。やがて子どもも生まれ、幸せの絶頂だった。ところが、巳之助が仕入れのために大野の町に行ったところ、町には新たに「電気」というものが引かれていた。「電灯」はランプよりはるかに明るく、彼はその存在に驚き恐れを抱く。いつしか村にも電気を引くという話が持ち上がる。電灯が灯されれば、用なしのランプが駆逐されてしまうだろう。ランプに生活をかける巳之助は電気の導入に頑強に反対したが、結局のところ村への電気導入が決まってしまう。巳之助は逆恨みして、電気導入の寄り合いで議長を務めた区長さんの家に火を放とうとする。しかし、放火しようにも、手元にマッチがなかった。代わりに持ってきた火打石ではなかなか火が起こせず、苛立った彼は、「古くさい物は、いざというとき役に立たねえ」と悪態をつく。　
その瞬間、巳之助は自身の誤りを悟る。今やランプも古臭いものだ。これに執着して、逆恨みで火を放つなど人の道に反することだ。彼は家に引き返すと、家にあるすべての売り物のランプに灯油を注ぎ、商売用の車に下げて持ち出す。そして50個ほどあった全てのランプを池の縁の木にぶら下げて火を灯すと、泣きながら石を投げつけ、その何個かを割り、ランプに別れを告げるのだった。そして巳之助はランプ屋を廃業し、町に出て本屋をはじめた。東一が蔵で見つけたのは唯一残った置きランプだった。
東一の祖父である巳之助は、東一にこう諭して結ぶ。「わしの商売のやめ方は、自分でいうのもなんだが、なかなか立派だったと思うよ。わしのやり方は少し馬鹿だったが」「･･･それでも世の中が進歩して自分の商売が役に立たなくなったらすっぱりそいつを捨てて、昔にすがりついたり時代を恨んだりしてはいけないんだ」

## 書誌情報
- 新美南吉『おぢいさんのランプ』棟方志功絵、有光社、1942年。
- 『おじいさんのランプ』市川禎男絵、大日本図書〈新美南吉童話全集 2〉、1960年。
- 新美南吉『おじいさんのランプ 新美南吉童話集』赤羽末吉ほか絵、岩波書店、1965年。
- 新美南吉『百姓の足、坊さんの足 カラー版』旺文社〈旺文社ジュニア図書館〉、1968年11月。
- 『おぢいさんのランプ』ほるぷ出版〈日本児童文学館　名著複刻 31〉、1971年。 - 有光社（1942年刊）の複刻版。
- 新美南吉『おじいさんのランプ』ポプラ社〈ポプラ社文庫〉、1978年4月。
- 大石源三ほか編集 編『おじいさんのランプ』大日本図書〈新美南吉童話集 2〉、1982年3月。
- 新美南吉『おじいさんのランプ』福田庄助画、岩崎書店〈フォア文庫〉、1982年6月。
- 新美南吉『おじいさんのランプ　新美南吉童話集』偕成社〈偕成社文庫〉、1982年8月。ISBN 4-03-650970-5。
- 日本ペンクラブ編 編『児童文学名作全集 4』井上ひさし選、福武書店〈福武文庫〉、1987年3月。ISBN 4-8288-3050-2。
- 新美南吉『おじいさんのランプ』遠藤てるよ絵、大日本図書〈てのり文庫 新美南吉童話作品集〉、1988年9月。ISBN 4-477-17006-8。
  - 新美南吉『おじいさんのランプ』遠藤てるよ絵、大日本図書〈てのり文庫図書館版 13 新美南吉童話作品集 2〉、1996年2月。ISBN 4-477-00621-7。
- 千葉俊二編 編『新美南吉童話集』岩波書店〈岩波文庫〉、1996年7月。ISBN 4-00-311501-5。
- 新美南吉『ごんぎつね』小学館〈小学館文庫 新撰クラシックス〉、1999年12月。ISBN 4-09-404101-X。
- 日本ペンクラブ編 編『日本ジュニア文学名作全集 8』井上ひさし選、汐文社、2000年3月。ISBN 4-8113-7335-9。
- 新美南吉『ごんぎつね』岩波書店〈岩波少年文庫〉、2002年4月。ISBN 4-00-114098-5。
- 新美南吉 著、北川幸比古・鬼塚りつ子責任編集 編『新美南吉童話集　名作10話』世界文化社〈心に残るロングセラー〉、2004年3月。ISBN 4-418-04807-3。
- 新美南吉 著、新美南吉の会編 編『おじいさんのランプ』篠崎三朗絵、小峰書店〈新美南吉童話傑作選〉、2004年6月。ISBN 4-338-20006-5。
- 新美南吉『新美南吉　ごん狐・おじいさんのランプほか』大創出版〈ダイソー文学シリーズ 近代日本文学選 13〉、2004年。
- 新美南吉『おじいさんのランプ』ポプラ社〈ポプラポケット文庫 352-2〉、2005年10月。ISBN 4-591-08861-8。
- 新美南吉『おじいさんのランプ』日本図書センター〈わくわく!名作童話館 6〉、2006年4月。ISBN 4-284-70023-5。
- 新美南吉『新美南吉童話集』角川春樹事務所〈ハルキ文庫〉、2006年11月。ISBN 4-7584-3263-5。
- 大久保昇編 編『やさしさ 感性を豊かに 童話名作集 小学校1・2・3年向け』日本漢字能力検定協会監修、日本漢字能力検定協会〈〈心を耕す〉シリーズ〉、2006年11月。ISBN 4-89096-137-2。
- 新美南吉 著、認知工学編 編『おじいさんのランプ』ディスカヴァー・トゥエンティワン〈読書力がラクラク身につく名作ドリル 小学校全学年用〉、2007年3月。ISBN 978-4-88759-531-6。
- 新美南吉『ごんぎつね 新美南吉傑作選』ささめやゆき絵（新装版）、講談社〈講談社青い鳥文庫 144-2〉、2008年3月。ISBN 978-4-06-285008-7。
- 『読んでおきたい日本の名作 齋藤孝の音読館』齋藤孝指導、小学館、7。ISBN 978-4-09-253094-2。
- 新美南吉『新美南吉30選』春陽堂書店〈名作童話〉、2009年2月。ISBN 978-4-394-90267-6。
- 新美南吉、木下順二『ごんぎつね・夕鶴』講談社〈21世紀版少年少女日本文学館 13〉、2009年3月。ISBN 978-4-06-282663-1。

## アニメ
『まんがこども文庫』(1978年10月6日〜1979年9月28日 企画製作：毎日放送／グループ・タック／ヘラルド・エンタープライズ) の第28回放送分と、第1回若手アニメーター育成プロジェクトの一作として2011年に公開されたものとがある。

### 2011年公開作品

#### 声の出演
- 巳之助 - 神谷浩史
- セツ - 清水理沙

- その他
  - 伊藤和晃、うえだ星子、小形満、サエキトモ、〆野潤子、谷育子、浜田賢二、平田真菜、藤本譲、布施川一寛

#### スタッフ
- 原作 - 新美南吉
- 監督 - 滝口禎一
- 脚本 - 高橋郁子、滝口禎一
- キャラクターデザイン・作画監督 - 高須美野子
- 演技スーパーバイズ - 友永和秀
- 美術監督 - 大貫雄司
- 色彩設計 - 大塚眞純
- 音楽 - 羽毛田丈史
- 音響監督 - 菊田浩巳
- 編集 - 笠原義宏
- プロデューサー - 竹内孝次
- 製作 - テレコム・アニメーションフィルム